# Jan Bouwens
Johanna Gerardus Toussaint (Jan) Bouwens (Maastricht, 1 november 1927 – ca. 2006) was een Nederlands politicus van de KVP en later het CDA.
Na de hbs ging hij in 1950 als tweede ambtenaar werken bij de gemeentesecretarie van Bunde, twee jaar later maakte hij de overstap naar de gemeente Heer en vanaf begin 1954 was hij werkzaam bij de gemeente Munstergeleen waar hij het bracht tot hoofdcommies. In januari 1963 werd Bouwens de burgemeester van Itteren. Een jaar later werd hij daarnaast burgemeester van Borgharen. In februari 1969 volgde zijn benoeming tot burgemeester van Simpelveld waarbij hij in Itteren nog korte tijd aanbleef maar dan als waarnemend burgemeester. Bij de gemeentelijke herindeling van Limburg van 1982 werd Bouwens de burgemeester van Eijsden wat hij zou blijven tot 1988 toen hij vervroegd met pensioen ging.